# Namensstreit um das Japanische Meer

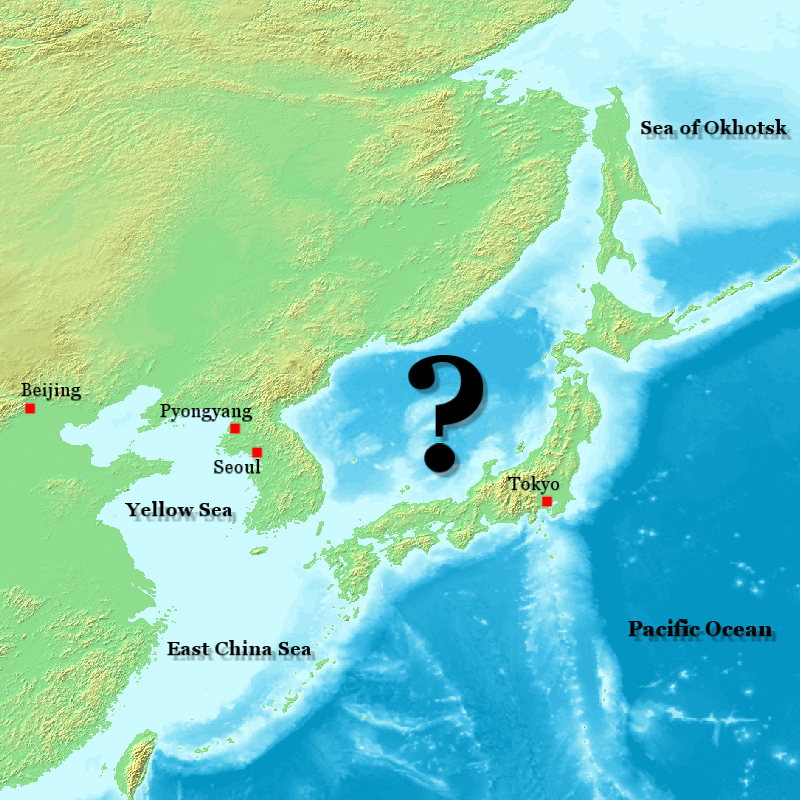
Japanisches Meer, Ostmeer oder Koreanisches Ostmeer?

Ein Streit besteht über den internationalen Namen für das Gewässer, das von Japan, Nordkorea, Südkorea und Russland begrenzt wird. 1992 wurden bei der sechsten Konferenz der Vereinten Nationen zur Standardisierung geografischer Namen erstmals Einwände gegen den Namen „Japanisches Meer“ von Nordkorea und Südkorea erhoben. Die japanische Regierung unterstützt die ausschließliche Verwendung des Namens „Japanisches Meer“ (japanisch 日本海), während Südkorea den alternativen Namen „Ostmeer“ (koreanisch 동해; Hanja: 東海) und Nordkorea den Namen „Koreanisches Ostmeer“ (koreanisch 조선동해; 朝鮮東海) unterstützt.
Die Internationale Hydrographische Organisation (IHO), die für die Benennung von Gewässern weltweit zuständige Behörde, entschied 2012, dass sie immer noch nicht in der Lage sei, die 1953er Version ihrer Veröffentlichung S-23 – Limits of Oceans and Seas, die nur den Namen „Japanisches Meer“ enthält, zu überarbeiten, um „Ostmeer“ zusammen mit „Japanisches Meer“ aufzunehmen.

## Praxis unter den Staaten
Nach Darstellung des japanischen Außenministeriums antwortete das Sekretariat der Vereinten Nationen am 10. März 2004 auf eine Anfrage der japanischen Regierung, dass „Japanisches Meer“ der geografische Standardbegriff sei und als solcher in offiziellen Dokumenten der Vereinten Nationen zu verwenden sei. Bisher ist die Forderung Nord- und Südkoreas von der Expertengruppe der Vereinten Nationen für geographische Namen (UNCSGN) weder angenommen noch abgelehnt worden. Bis zu einer Entscheidung wird weiterhin der Name „Japanisches Meer“ für den internationalen Gebrauch empfohlen. In den USA ist der Name „Japanisches Meer“ der einzig offiziell anerkannte Name für das betreffende Seegebiet und wird somit von allen Bundesbehörden inklusive des Außenministeriums verwendet. In Südkorea wird von der dortigen Regierung und den südkoreanischen Medien durchgehend der Name „Ostmeer“ benutzt, in Nordkorea hingegen durchgehend der Name „Koreanisches Ostmeer“.
Seit der Kontroverse haben einige internationale Publikationen begonnen, beide Namen, „Ostmeer“ und „Japanisches Meer“, gleichzeitig zu verwenden. Zum Beispiel:
- Rand McNally, ein Hersteller von kommerziellen Karten, verwendete beide Namen im Premier World Atlas (1997) und im Portrait World Atlas (1998).
- Die Encyclopedia Britannica in der im März 1998 veröffentlichten Political Map of Britannica CD 98 folgte dem gleichen Format.
- Im Dezember 1999 beschloss die National Geographic Society of the United States, die National Geographic herausgibt, beide gleichzeitig in allen ihren Veröffentlichungen zu verwenden.
- „Humanitarian Response Planning Map“, DVRK 1998. erstellt von der US-Agentur für internationale Entwicklung
- Demokratische Volksrepublik Korea Landform und Bodenbedeckung, erstellt 1998 vom Umweltprogramm der Vereinten Nationen
- Ein Teil von „Japan and Korea“ im Cartographic Satellite Atlas of World, der 1997 von WorldSat International Inc. veröffentlicht wurde, verwendete „TONG-HAE (East Sea)/NIPPON-KAI (Sea of Japan)“ als Romanisierung des Namens
- Das US-amerikanische Geographie-Lehrbuch Geography: Realms, Regions, and Concepts 2000 (neunte Auflage, veröffentlicht im August 1999) von J. J. de Blij und Peter O. Muller folgt dem gleichen Muster.

## Geschichte des Streits
1992 begann der erste Protest der südkoreanischen Regierung bei der Konferenz der Vereinten Nationen über die Standardisierung geografischer Namen (UNCSGN). Infolgedessen löschte Südkorea 1995 „Japanisches Meer“ von seinen Seekarten und legte die Angelegenheit zwei Jahre später wieder auf den Tisch der UNCSGN. Aufgrund des Widerstands der japanischen Regierung wurde die Frage jedoch nicht behandelt, und es wurde die Resolution III/20 von 1977 angenommen, in der beide Regierungen aufgefordert wurden, eine Einigung zu erzielen.
Im Jahr 2002 brachte die südkoreanische Regierung die Angelegenheit in die achte UNCSGN ein, aber die Angelegenheit wurde nicht behandelt, und im Jahr 2004 erklärten die Vereinten Nationen, dass sie das Wort „Japanisches Meer“ weiterhin in ihren offiziellen Dokumenten verwenden würden.
Im März 2005 beharrte der südkoreanische Präsident Roh Moo-hyun auf der Haltung der US-Regierung zu der Kontroverse und nutzte dabei den Besuch von Außenministerin Condoleezza Rice. Bei ihrem Treffen machte Rice deutlich, dass die Vereinigten Staaten sich nicht einmischen werden.

## Argumente
Der Hauptkonfliktpunkt dreht sich um die Meinungsverschiedenheit, wann der Name „Japanisches Meer“ zum internationalen Standard wurde. Die japanische Regierung behauptet, dass der Begriff mindestens seit dem frühen 19. Jahrhundert der anerkannte internationale Standard ist, während die koreanische Regierungen behaupten, dass der Name die direkte Konsequenz der japanischen Besatzung ist und vorige konventionellere Namen ersetzt hat.
Japan argumentiert, dass der Name „Japanisches Meer“ verwendet werden sollte, weil das Randmeer durch den japanischen Archipel vom Pazifischen Ozean getrennt ist. Korea argumentiert, dass das Adjektiv „Ost“ seine geografische Lage östlich des asiatischen Kontinents beschreibt, obwohl es westlich von Japan und südlich von Russland liegt. Es wird ausgesagt, dass dies analog zur Nordsee ist, die nördlich des europäischen Kontinents liegt, aber westlich der skandinavischen Länder und östlich von Großbritannien.